# 斯列德涅沃农村居民点
斯列德涅沃农村居民点（俄语：Следневское сельское поселение）是俄罗斯联邦弗拉基米尔州亚历山德罗夫区所属的一个农村居民点。其下辖有37个居民点，行政中心为斯列德涅沃。据2016年统计，该农村居民点的人口为3020人。